# غاليونز ريتش (محطة مترو أنفاق لندن)
غاليونز ريتش (بالإنجليزية: Gallions Reach)‏ هي إحدى محطات مترو أنفاق لندن. تقع على خط قطار دوكلاندز الخفيف (فرع بيكتون) أفتتحت في المنطقة (Zone) رقم 3 أفتتحت في 28 مارس 1994.